# マイ・ベイビー・レフト・ミー
「マイ・ベイビー・レフト・ミー」（英語: My Baby Left Me）は、アメリカの歌手、アーサー・クルーダップが書いたリズム・アンド・ブルースの楽曲。

## オリジナル録音
この曲の最初の録音は、クルーダップ自身によって、1950年11月8日にシカゴで行なわれ、ランサム・ノウリングがベース、ジャッジ・ライリー (Judge Riley) がドラムで伴奏に加わり、RCAビクターからシングル盤が Victor 22-0109 としてリリースされた。

## カバー・バージョン
この曲は、エルヴィス・プレスリーが1956年のシングル『I Want You, I Need You, I Love You』のB面としてカバーしたことで、さらに広く聴かれることとなり、エルヴィスと同じステージに立つことも多かったワンダ・ジャクソンも取り上げたほか、1970年のアルバム『Cosmo's Factory』にこの曲を収録したクリーデンス・クリアウォーター・リバイバルや、後にアルバム『ロックン・ロール』を生み出した1973年のセッションで「Since My Baby Left Me」とやや不正確な曲名で取り上げたジョン・レノンもこの曲を吹き込んだが、レノンの音源が公にされたのは、死後の1986年に出たアルバム『メンローヴ・アヴェニュー』においてであった。2004年のレノンのCD盤『ロックン・ロール』ではボーナス・トラックとしてこの曲が収録されたが、曲名は不正確なままであった。1964年には、デイヴ・ベリー (ミュージシャン)が、この曲を全英シングルチャートの37位に送り込んだ。エルトン・ジョンは、この曲の断片（スニペット）を、ビートルズの「ゲット・バック」の断片とともに、ライブ盤『ライヴ!!（17-11-70）』に収録されたコンサートにおける「Burn Down the Mission」の演奏の中に盛り込んでいる。

### スレイドのバージョン
ロックバンドであるスレイドは、1977年に、その年の8月に死去したエルヴィス・プレスリーへのトリビュートとして、「マイ・ベイビー・レフト・ミー」のシングルを発表した。このスレイドのバージョンは、この曲を、同じくクルーダップの曲である「ザッツ・オール・ライト」と融合させたもので、シングル盤のジャケットには「マイ・ベイビー・レフト・ミー・バット・ザッツ・オールライト・ママ (My Baby Left Me but That's Alright Mama)」と記されていた。このシングルは全英シングルチャートに4週とどまり、最高32位まで上昇した。このシングルは、スレイドにとって、後に1980年代に復活する以前の時期において、最後にチャート入りしたヒット曲となった。Rate Your Music における評価では、このシングルは1977年の楽曲の第788位となっている。
この「マイ・ベイビー・レフト・ミー」が吹き込まれた1977年、ギタリストのデイヴ・ヒルはイングランド北部で様々なインタビューへの対応にあたっており忙しかったので、このシングルのリード・ギターとバッキング・ボーカルを入れることができなかった。代わってジム・リーがヒルの代役を務め、吹き込みを済ませた。この曲は、イギリスのテレビ番組でも『トップ・オブ・ザ・ポップス』などで数回演奏され、ドイツのテレビ番組『Disco』や『Rund』でも演奏された。この年は、東ドイツのテレビ放送局でも9回演奏を行なう機会があり、バンドのメンバー個々へのインタビューも行なわれた。この曲のミュージック・ビデオがバンドの演奏場面をフィーチャーしたもので、1979年にファンクラブが行なった投票 (the Slade Fan Club Poll of 1979) において、スレイドのビデオ・トップ3の2位となった。
シングル発売時にレコード評を掲載した『Record Mirror』誌は、「スレイドはクルーダップの昔の曲をぶちかました。こちらも実に楽しい出来だ。だが、スレイドのレコードが楽しいというより、一筋縄ではいかない恐るべきものだった頃のことを、僕はまだ覚えている。自前の曲で恐るべきものだったのであり、昔のものを引っ張り出してきたわけじゃなかった。この路線は、うまくいき始める前に撤退した方がよい。いずれはおぞましいことになってしまうに決まっているからだ。」と記した。『Sounds』誌は、1977年10月15日号でこのシングルを「ベスト・カムバック・シングル」と評し、「この古いクルーダップ作品の素晴らしい仕上がりは、スレイドを易々とチャートに復帰させるだろう。このウキウキした、意気揚々と進む12小節ブルース形式の曲は、これまでスレイドが出してきたほとんどのヒット・シングルには似合わないものだが、今という時代の好みに彼らをつなぎ直すには格好の素材だったのだろう。だが一方では、こうした古いブルースの楽曲の扱いでは、どこかのジョニー・ウィンターとかいう人物がやっている手法とそっくりなので、評価はしづらい面もある。どうなっていくのか、成り行きを見てみよう。」と記した。

#### チャート成績
| チャート（1977年）  | 最高位 |
| ------------------- | ------ |
| UK シングルス (OCC) | 32     |

#### クレジット
- ノディ・ホルダー – リードボーカル、ギター
- ジム・リー（英語版） – ベース、シンセサイザー、リードギター、バッキング・ボーカル
- ドン・パウエル（英語版） – ドラム

- チャス・チャンドラー – プロデューサー
- ノディ・ホルダー/ジム・リー - 「O.H.M.S.」（B面の楽曲）の作者
- ゲレッド・マンコヴィッツ - 写真
- ジョー・ミロフスキ (Jo Mirowski) - デザイン